# 種子庫

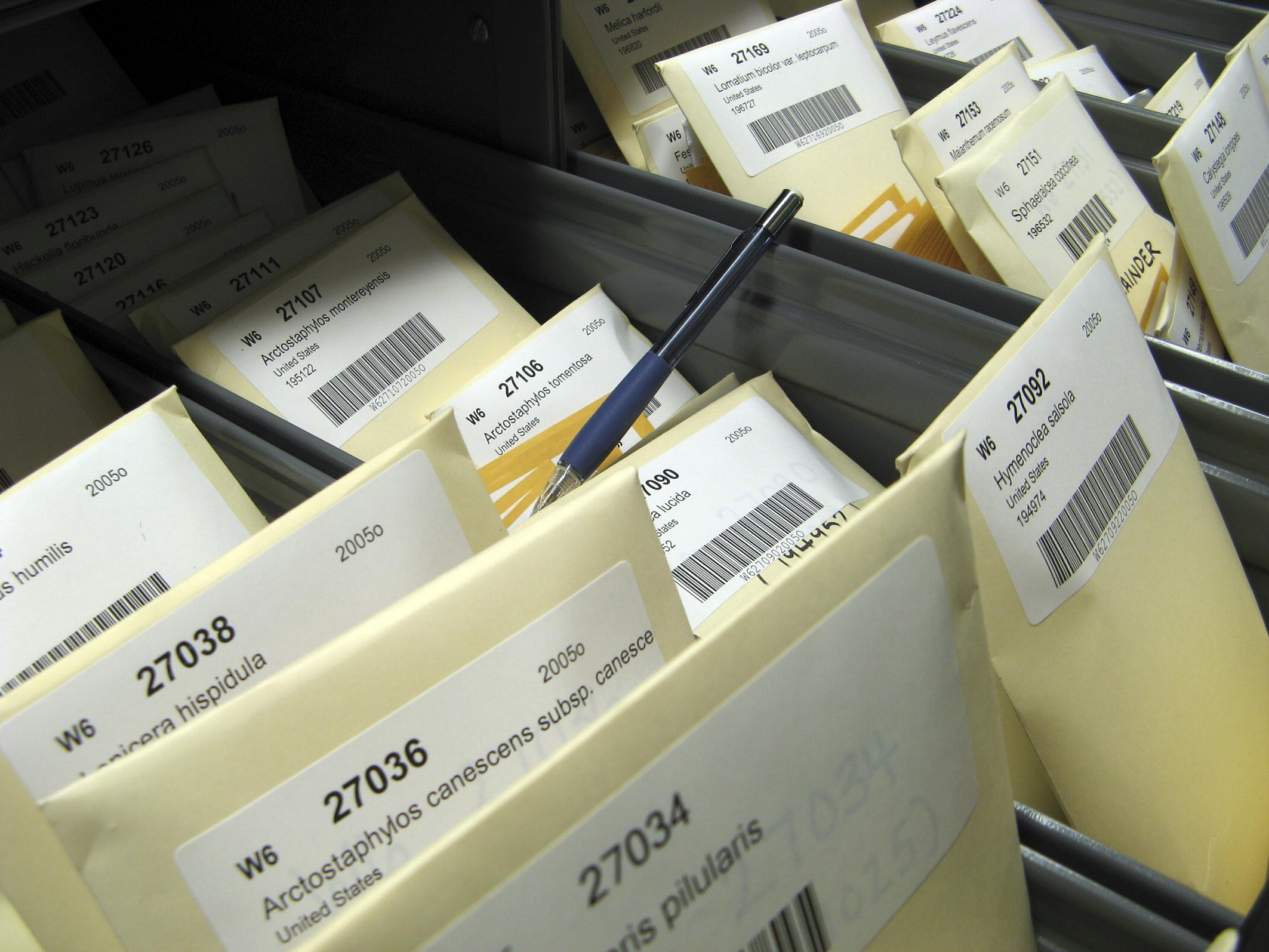
美國農業部西部地區植物引種站的種子庫

種子庫是存儲種子的基因庫，藉以保存遺傳多樣性 ，大多數種子庫是公共資助的，存儲的種子通常可用於公眾受益的研究，工作需要長達數十年甚至幾個世紀。 儲存種子有很多原因，一個是保存農業上產量、抗病性、 耐旱性、營養、品質、口味等所需的基因。另一個是防止稀有或瀕危植物喪失其物種遺傳多樣性，以保護非原生境的生物多樣性。
幾個世紀以前，人類曾經在世界各地種植過的許多品種不同的植物，直到現在或許已經不再常見，或被新品種完全取代。種子庫提供了一個保留歷史和文化價值的地方，保存了植物進化策略的寶貴信息，將來或可為基因改造技術提供有用的參考。 

## 設施

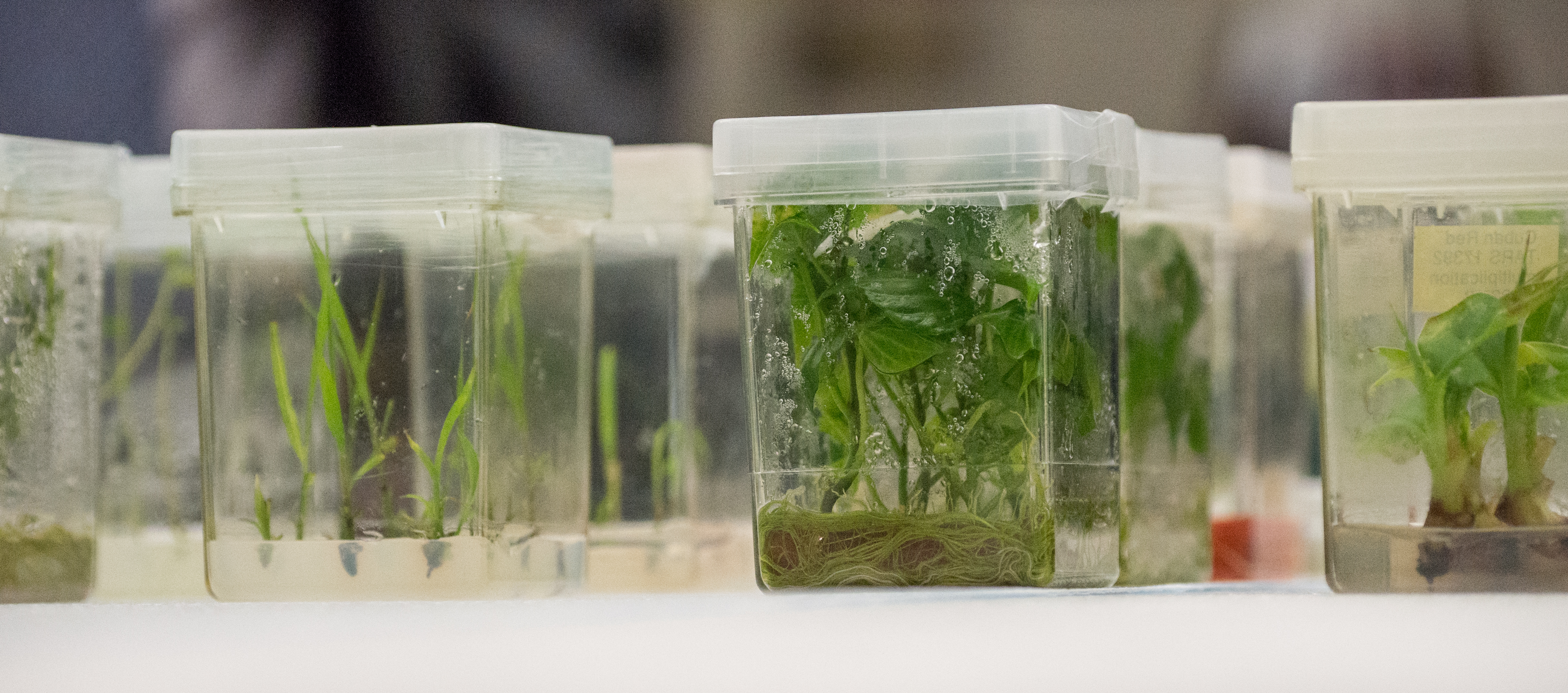
在美國農業部種子庫（美國國家遺傳資源保護中心）種植的植物樣本

截止到2006年，全世界收集了超過1300萬個基因庫，當中包含大約600萬個品種或特定種群的樣本。不過這一數量僅佔世界生物多樣性的一小部分，世界許多地區尚未得到充分開發。 
- 斯瓦爾巴全球種子庫建在冰凍的挪威斯匹次卑爾根島人工隧道內的砂岩山中。[2]
- 英國千年種子庫（英语：Millennium Seed Bank Partnership）千年種子庫位於威康信託千年大廈，它是世界上最大的種子庫，規模將是斯瓦爾巴特群島全球種子庫的100倍。[3]
- 澳大利亞穀物種質庫（英语：Australian Grains Genebank）是一個國家級中心，位於澳大利亞維多利亞州霍舍姆市的穀物創新園內，為植物育種和研究存儲遺傳材料。
- 前新南威爾士州種子庫成立於1986年，是安南山澳大利亞植物園的組成部分，專注於澳大利亞本土植物，尤其是新南威爾士州受威脅物種。
- 尼古拉·瓦维洛夫 是俄羅斯的遺傳學家和植物學家，他通過考察從世界各地收集種子，並在列寧格勒 （現為聖彼得堡）建立了最早的種子庫之一瓦維洛夫植物產業研究所（英语：Vavilov Institute of Plant Industry）。
- BBA（Beej Bachao Andolan-拯救種子運動）始於1980年代後期，由Vijay Jardhari領導在印度的北阿坎德邦，存儲本地品種的種子。[4]
- 美國國家遺傳資源保護中心，位於科羅拉多州柯林斯堡。[5]
- 美國沙漠豆科植物計劃（DELEP）專注於豆科植物中的野生植物物種，特別是來自世界各地干旱地區的豆科植物，目前擁有3600多個種子庫，代表了來自六大洲65個國家的近1400種干旱豆科植物。
- 中国西南野生生物种质资源库
- 乌克兰国家植物基因库位于乌克兰第二大城市哈尔科夫，创立于1990年代，收集有近16万个植物品种。[6]它在2022年俄罗斯入侵乌克兰期间被袭击，但除育种中的种子外，其它完好无损。[7]

## 相關
- 農業生態學
- 樹木園
- 基因庫
- 種質
- 可持續發展